# Anna Sofie Hartmann
Anna Sofie Hartmann (født 1984 i Nakskov) er en dansk filminstruktør. Hendes to spillefilm Limbo fra 2014 og Giraffe fra 2019 har vundet forskellige udenlandske nomineringer og priser. De er begge optaget på Hartmanns fødeø Lolland og har forholdene på øen som baggrund for filmenes respektive handlinger.

## Barndom og uddannelse
Anna Sofie Hartmann er født og opvokset i Nakskov, hvor hun gik på Nakskov Byskole. Hendes forældre var gymnasielærere i byen, hvor hendes far underviste i historie og hendes mor i spansk, fransk og idræt. Som barn var Anna Sofie en dygtig idrætsudøver. I 1998 vandt hun en sølv- og en bronzemedalje ved de danske årgangsmesterskaber i svømning, hvor hun repræsenterede Nakskov Svømmeklub, og i 1999 vandt hun som 14-årig en overraskende guldmedalje ved de østdanske kortbanemesterskaber i 200 meter rygcrawl. i 2000 fik hun en bronze- og en sølvmedalje ved de danske juniormesterskaber i henholdsvis 200 og 100 meter rygcrawl.
Anna Sofie fortalte dog som 15-årig i et interview med Lolland-Falsters Folketidende, at hendes store passion havde været at blive filminstruktør, lige siden hun som 9-årig så filmklassikeren Borte med blæsten, og i sommerferien efter 9. klasse var hun i en uges sommerpraktik på Zentropa, hvor hun arbejdede som runner (praktisk gris). Hun gik på en kreativ linje på Nakskov Gymnasium 2000-2003 og brugte en stor del af sin fritid på amatørteater. Ifølge den lokale avis var hun en skræmmende god heks i Nakskov Amatørscenes opførsel af Snehvide som musical i 2001, ligesom hun året efter deltog i Nakskov Gymnasiums traditionelle skolekomedie, som det år hed Hamlet går til TV, hvor Hartmann spillede Hamlets hjælper Horatio. I 2003 var hun en af forfatterne bag gymnasiets forestilling Guatemala.
Efter gymnasiet gik Hartmann på Den Europæiske Filmhøjskole i Ebeltoft 2004-2005 og var som runner med til produktionen af filmen Efter brylluppet i 2006. 2008-2016 var hun studerende ved den tyske filmuddannelse "Deutsche Film- und Fernsehakademie Berlin".

## Limbo
Hartmanns første spillefilm var Limbo fra 2014. Den blev optaget i Nakskov og foregik primært blandt nogle gymnasieelever fra byen, hvor mange af rollerne blev spillet af lokale statister og amatører. 3.g'eren Sara bliver forelsket i den nytilflyttede unge gymnasielærer Karen, der imidlertid sårer hende med sin afvisende pædagog-reaktion. Miljøskildringerne af byen med blandt andet sukkerproduktion på Nakskov Sukkerfabrik og de unges hverdagsliv fylder lige så meget som dramaet i handlingen.
Filmen fik premiere ved San Sebastián International Film Festival og blev nomineret til en European Discovery Award ved European Film Awards i 2015. I forbindelse med filmen blev Hartmann af Det Danske Filminstitut betegnet som en af de mest lovende talenter i dansk film. Filmen blev også vist ved filmfestivalen CPH PIX, hvor den deltog i hovedkonkurrencen New Talent Grand Pix og fik hædrende omtale af juryen.

## Giraffe
Hartmanns anden spillefilm var Giraffe fra 2019. Ligesom Limbo blev den også optaget på fødeøen Lolland og havde et tema fra øen som sit indhold. Antropologen Dara, der er bosat i Berlin, vender tilbage til sin fødeø Lolland for at dokumentere tilværelsen på stedet, inden den kommende faste forbindelse til Tyskland vil forandre området. Dara oplever undervejs en kærlighedsaffære med den 14 år yngre polske bygningsarbejder Lucek. Filmen er dermed en kommentar til globaliseringens indtog i en del af Danmark, som mange betragter som et udkantområde. Filmen fik premiere ved filmfestivalen i Locarno og fik i 2021 de tyske filmkritikeres pris som den bedste spillefilm i 2020. Anmelderen Frederik Bojer Bové på det danske kulturnetmedie POV udnævnte tilsvarende Giraffe til den bedste danske film fra 2019 foran blandt andet Før frosten og Dronningen.

## Hæder
Udover priserne for sine enkelte film har Hartmann i sit arbejde modtaget forskellige påskønnelser og legater. Hun har blandt andet modtaget Kulturlegat Lolland, et legat fra Danske Filminstrukører og et legat fra Nordisk Film Fondet. I 2016 fik hun et arbejdslegat på 300.000 kr. fra Statens Kunstfond.